# 卡恰河 (克里米亞半島)

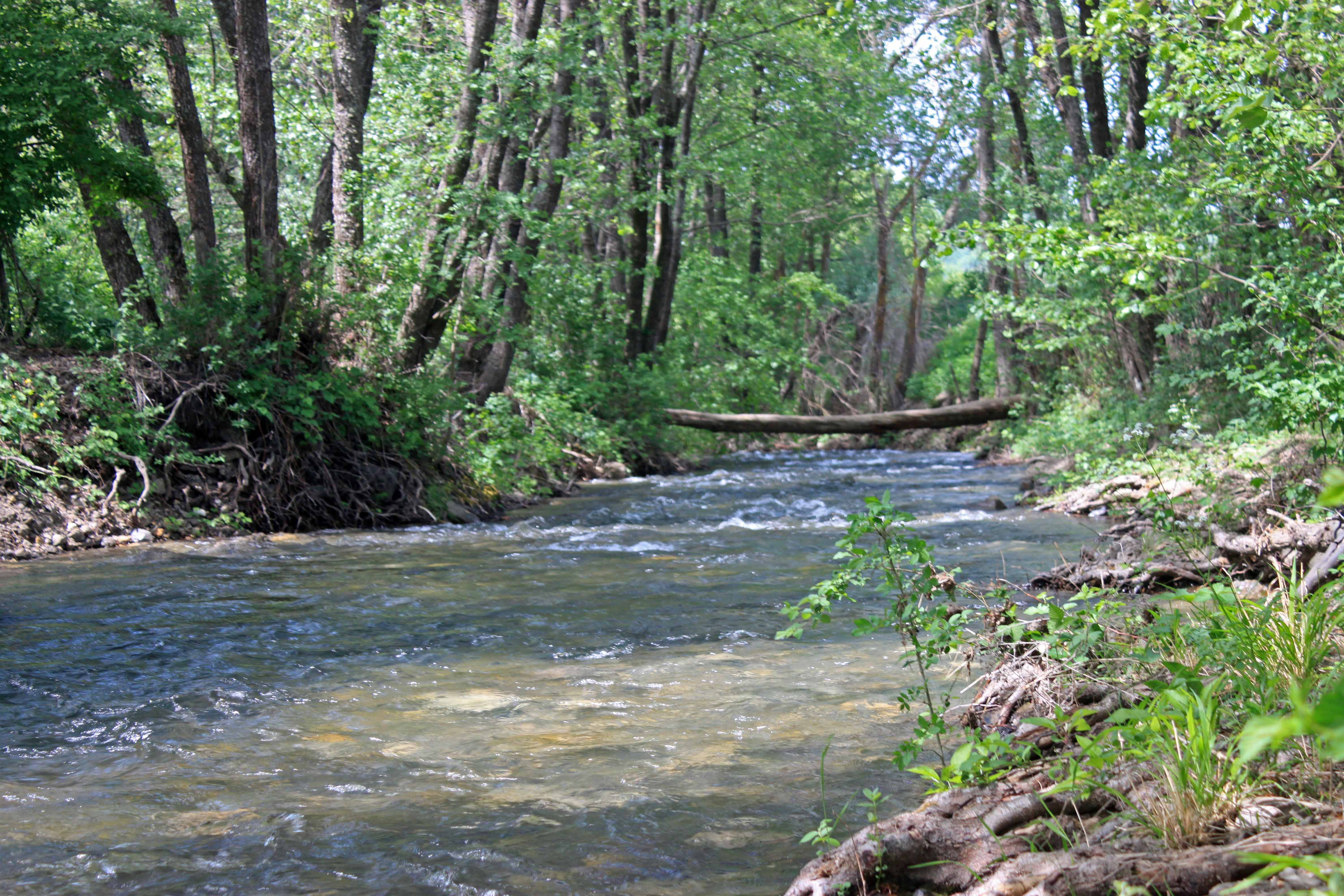

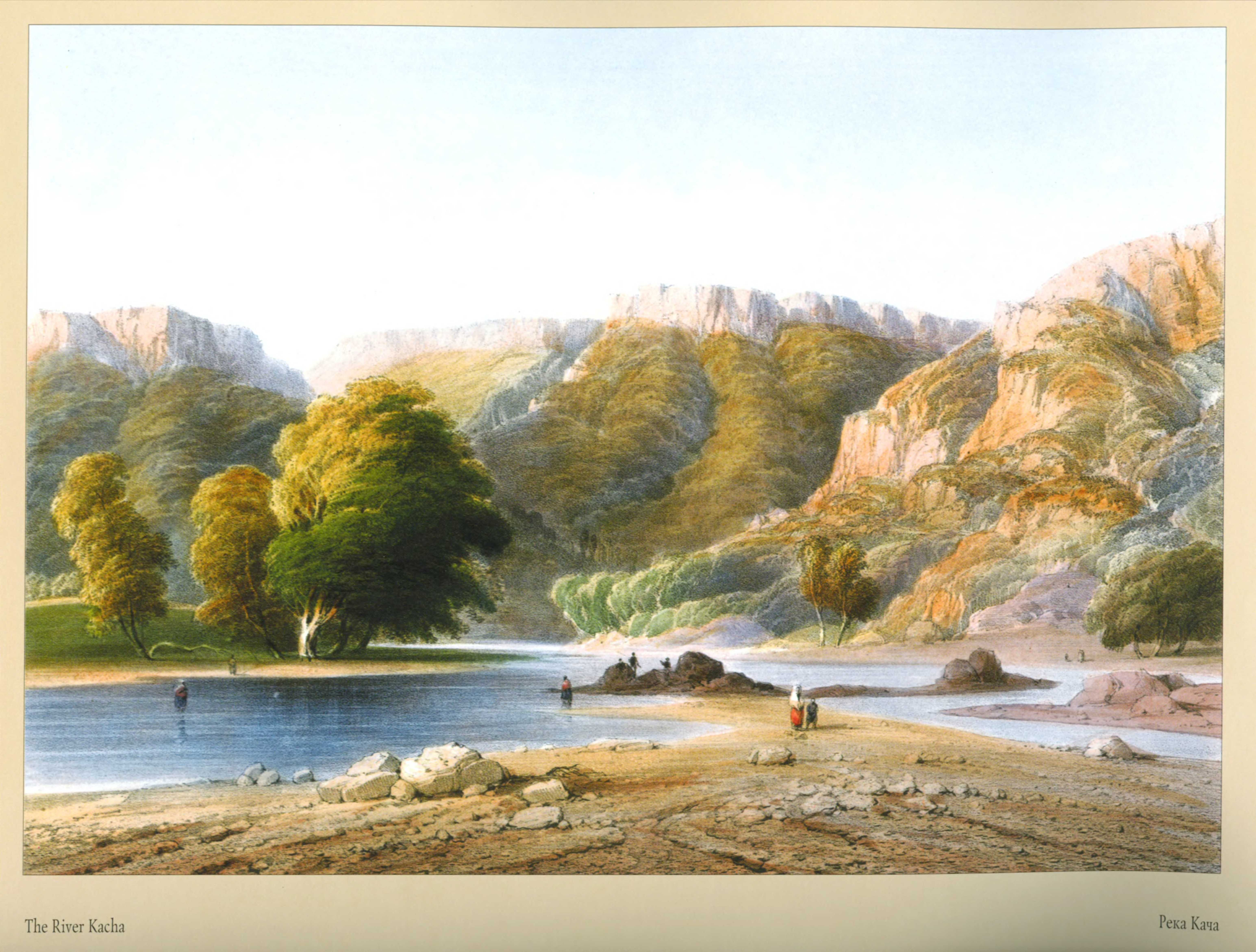

卡恰河（俄语：Кача），是俄羅斯或烏克蘭的河流，位於克里米亞半島南部，河道全長69公里，流域面積573平方公里，發源自克里米亞山脈地區的阿盧什塔，最終注入黑海。